# ジュリアン・テニソン＝ウッズ
ジュリアン・テニソン＝ウッズ（Julian Edmund Tenison-Woods、1832年11月15日 - 1889年10月7日）はイギリス生まれの、カトリックの聖職者、地質学者、博物学者である。オーストラリアで働いた。メアリー・マッキロップとともに、1866年にオーストラリアに聖ヨセフ聖心修道会を設立した。

## 略歴
ロンドンに生まれた、父親のジョセフ・テニスンはカトリック信徒で、イギリスの高級紙、タイムズの副編集長であり、母親は司祭の娘で、先祖には多くのアイルランドのカトリックの聖職者や宗教指導者がいた。
1846年にタイムズの仕事を手伝い始めるが、数週間後に健康を害した母親とジャージーで過ごした。2年後ロンドンに戻り、1950年にウスターシャー、ブロードウェイの受難会（Passionist Order）の修道院に入り修道者（novice）となった。健康が優れないために、南仏、トゥーロン近くの神学校へ送られた。そこで、海軍学校で英語を教え、地質学や博物学への興味が芽生えた。
1854年、イギリスで、ロバート・ウィリアムと知り合い、オーストラリアに向かうことになった。ウィリアムはタスマニアのホバートの初代のカトリックの司祭であった。1855年1月30日にホバートに着いたが、4月頃にはアデレードに移った。1957年に教区司祭に叙階され、南オーストラリア州ペノラの教区の司祭を務めた。1862年に最初の地質学の著作、"Geological Observations in South Australia"を発表した。1866年にメアリー・マッキロップとともに、ペノラに聖ヨセフ聖心修道会を設立した。広い教区での定期的な布教活動はテニソン＝ウッズの健康をしばらく回復させ、オーストラリア内陸部への地質学や鉱物学の調査旅行に参加するようになった。アデレードでカトリック教育の監督を4年間務め、ニューサウスウェールズ、タスマニア、クイーンズランドで科学者、布教者として働いた。1870年頃、ウッズと、地元の聖職者との間に、教育の進め方をめぐり意見が衝突し、反対派はメアリー・マッキロップの飲酒の習慣（医師からアルコールを処方されていたという）や虐待の噂を流し、メアリー・マッキロップを追放することに成功した。聖ヨセフ聖心修道会の作った学校のいくつかは閉鎖された。

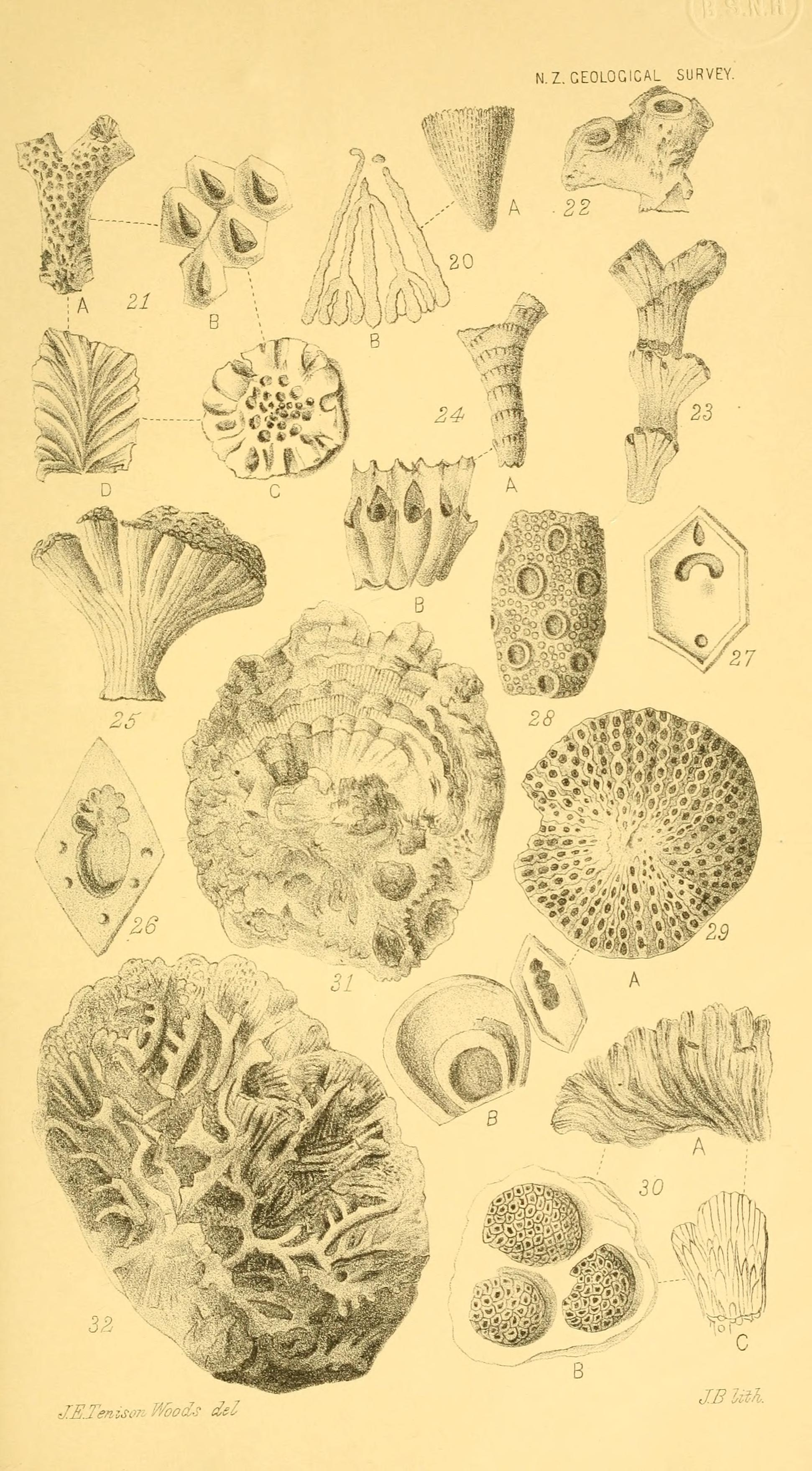
著作の図版

1878年にニューサウスウェールズ・リンネ協会に入会し、1880年に会長となった。ロンドン地質学会の会員を長く務めた。魚類学の著書、Fish and Fisheries of New South Wales (Sydney, 1883)を出版した。1883年から、シンガポール総督、ウェルド（Frederick Weld）の招きで東南アジアを訪れ、石炭資源の調査を行った。中国や日本も訪れ、1886年にオーストラリアに戻った。1887年頃から視力や健康の衰えをきたし、オーストラリアの軟体動物に関する著作が最後の著作となった。オーストラリアの自然科学の発展に貢献した人物に送られるクラーク・メダルを1889年に受賞した。1889年にSt Vincent's Hospitalで没し、Waverley墓地に埋葬された 。